# Kamienica przy ulicy Dyrekcyjnej 10 w Katowicach
Kamienica przy ulicy Dyrekcyjnej 10 w Katowicach – kamienica mieszkalno-handlowo-usługowa z 1906 roku, położona przy ulicy Dyrekcyjnej 10 w Katowicach, róg z ulicą Warszawską, wpisana do rejestru zabytków nieruchomych województwa śląskiego. Jej projekt opracowała firma budowlana Ignatza Grünfelda. Została wybudowana w stylu modernistycznym z elementami secesji.

## Historia

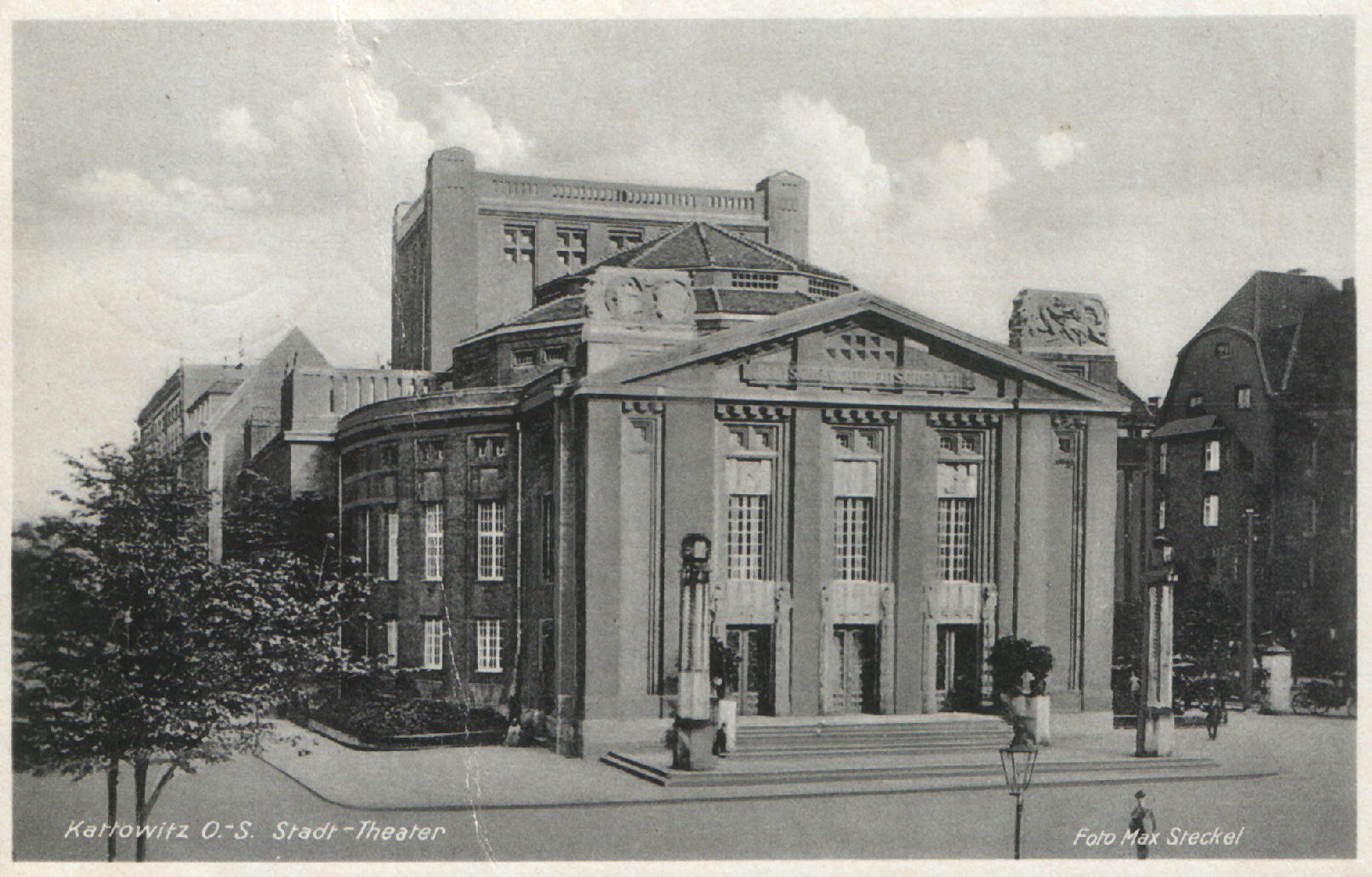
Pocztówka, pochodząca z okresu przedwojennego, przedstawiająca obecny gmach Teatru Śląskiego im. S. Wyspiańskiego; zaraz po prawej stronie teatru widoczna kamienica przy ulicy Dyrekcyjnej 10, która miała wówczas dach mansardowy

Kamienica została oddana do użytku w 1906 roku. Pierwszym właścicielem kamienicy był L. Altmann, a potem spadkobiercy. Projekt kamienicy powstał w firmie budowlanej Ignatza Grünfelda, zaś sam projekt podpisał Hugo Grünfeld. Powstała ona w tym samym czasie co sąsiednia, również zabytkowa, kamienica przy ulicy Staromiejskiej 6. Obie kamienice zaś zyskały podobny detal zewnętrzny.
W okresie międzywojennym w kamienicy działało szereg przedsiębiorstw. Na I piętrze kamienicy swoje biura miało towarzystwo „Katowicki Handel Żelaza” (składnice towarzystwo miało natomiast przy ulicy Młyńskiej 37), E. Korzuszasz prowadziła w kamienicy Kolekturę Loterii Państwowej, a także działała pracownia gorsetów. W latach 1924–1926 działał tutaj zakład „Elektrolux”, oferujący odkurzacze i froterki, zaś w 1927 roku został założony Bank Udziałowy w Katowicach, którego siedzibę ulokowano w kamienicy przy ulicy Dyrekcyjnej 10. Należał on do Związku Żydowskich Towarzystw Spółdzielczych w Polsce.
W latach 1935–1936 działały m.in.: pracownia ubrań męskich „Friemel”, sklep z artykułami gumowymi J. Ottensosera, salon kwiatów Elsy Ehrlich (kwiaciarnia działała już w 1926 roku), a także hurtownia żelaza L. Altmanna, która była właścicielem budynku.
W okresie 1935–1939 kamienica została nadbudowana. W wyniku nadbudowy utraciła ona swój pierwotny, mansardowy dach, zamieniając na dach płaski. W dniu 31 grudnia 1994 roku kamienicę wpisano do rejestru zabytków, zaś w okolicach 1996 roku renowacji została poddana elewacja zewnętrzna budynku.
W przeszłości mieściła się tutaj Regionalna Pracownia Krajoznawcza PTTK w Katowicach. Działała ona jeszcze tutaj około 2000 roku, zaś w późniejszym czasie swoją siedzibę przeniosła na ulicę Staromiejską 4.

## Charakterystyka
Kamienica mieszkalno-handlowo-biurowa położona jest przy ulicy Dyrekcyjnej 10 w Katowicach, róg z ulicą Warszawską, w dzielnicy Śródmieście. Wybudowana jest ona w stylu modernistycznym z elementami secesji. Została ona wzniesiona na nieregularnym planie zbliżonym do prostokąta. Budynek ma prostą bryłę z narożnym wykuszem, kryty jest stropodachem. Powierzchnia zabudowy budynku wynosi 683 m². Kamienica ma pięć kondygnacji nadziemnych i jedną podziemną.
Parter kamienicy został przebudowany i obłożony płytkami z piaskowca, zaś na pozostałych kondygnacjach elewacja jest tynkowana i bogato ozdobiona detalami architektonicznymi. Elewacja od strony ulicy Dyrekcyjnej jest niesymetryczna, w której po dwie osie są rozczłonkowane za pomocą żłobkowanych pilastrów prócz drugiej kondygnacji w pierwszych pięciu osiach, zaś pomiędzy pilastrami znajdują się duże okna zamknięte łukiem wklęsło-wypukłymi (pozostałe okna w kamienicy są prostokątne). Na pierwszej osi trzeciej i czwartej kondygnacji znajdują się łukowe balkony.
W narożniku kamienicy znajduje się bogato zdobiony wykusz, w którym zastosowano dekoracje sztukatorskie, na drugiej kondygnacji boniowania, a na trzeciej i czwartej kondygnacji także wertykalne dekoracje. Wykusz ten, obejmujący drugą, trzecią i czwartą kondygnację, jest utrzymywany na dwóch ozdobnych wspornikach.
Elewacja od strony ulicy Warszawskiej jest dwuosiowa. Pierwszą oś tworzy wykusz, zaś w drugiej osi znajdują się szerokie okna, a nad nimi płyciny z dekoracjami sztukatorskimi. W tej osi, na trzeciej kondygnacji wbudowano także łukowo wygięty, pełen balustrad balkon.
We wnętrzu zachowała się oryginalna ceramiczna posadzka i okładziny ścian, a także oryginalna stolarka drzwiowa. Znajdują się także schody dwubiegowe z metalową, ozdobną balustradą z secesyjnymi motywami. Okna klatki schodowej zostały przeszklone kryształowymi i kolorowymi szybkami.
Kamienica jest wpisana do rejestru zabytków pod numerem A-1566/94, a granice ochrony obejmują całą bryłę budynku. Ponadto budynek wpisany jest także do gminnej ewidencji zabytków miasta Katowice.
Na początku 2022 roku w systemie REGON pod tym adresem zarejestrowane były 32 aktywne podmioty gospodarcze, a mieściły się tu wówczas m.in.: agencja kreatywna, biuro projektowe, gabinet psychoterapii i wsparcia pedagogicznego, kancelaria adwokacka, oddział Santander Consumer Banku, pracownie projektowe i redakcja czasopisma „Sport”.

## Galeria

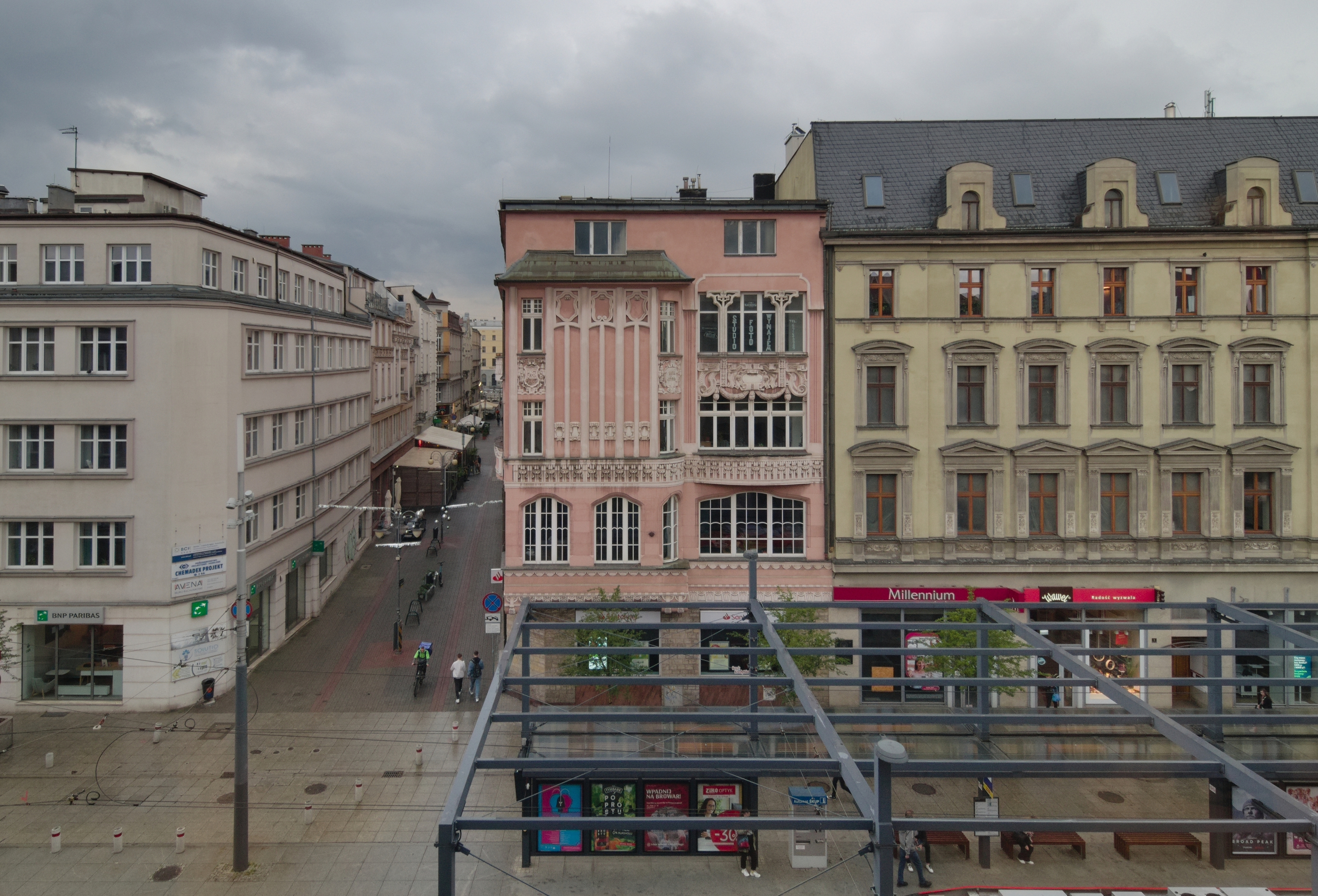
Fasada
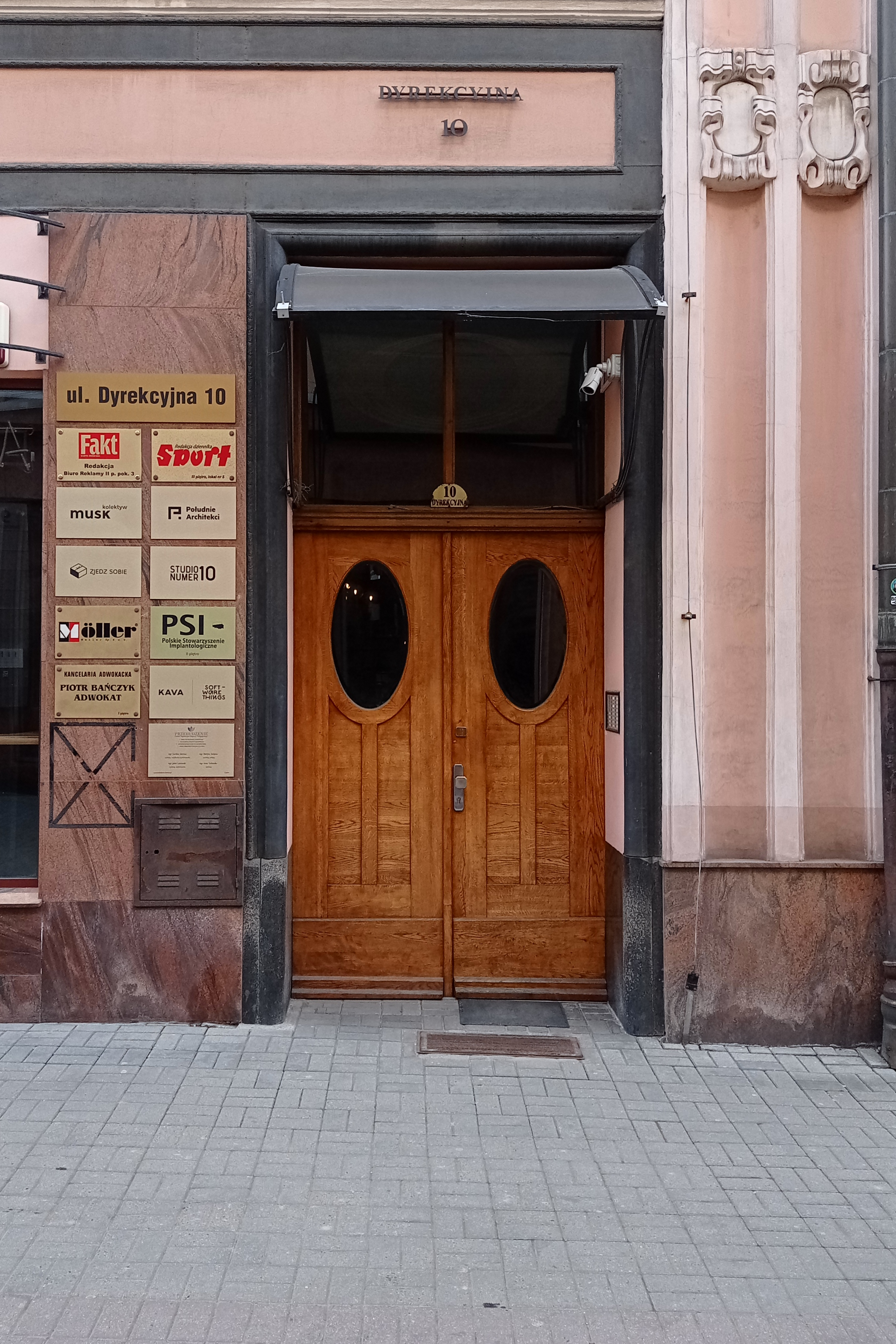
Drzwi wejściowe
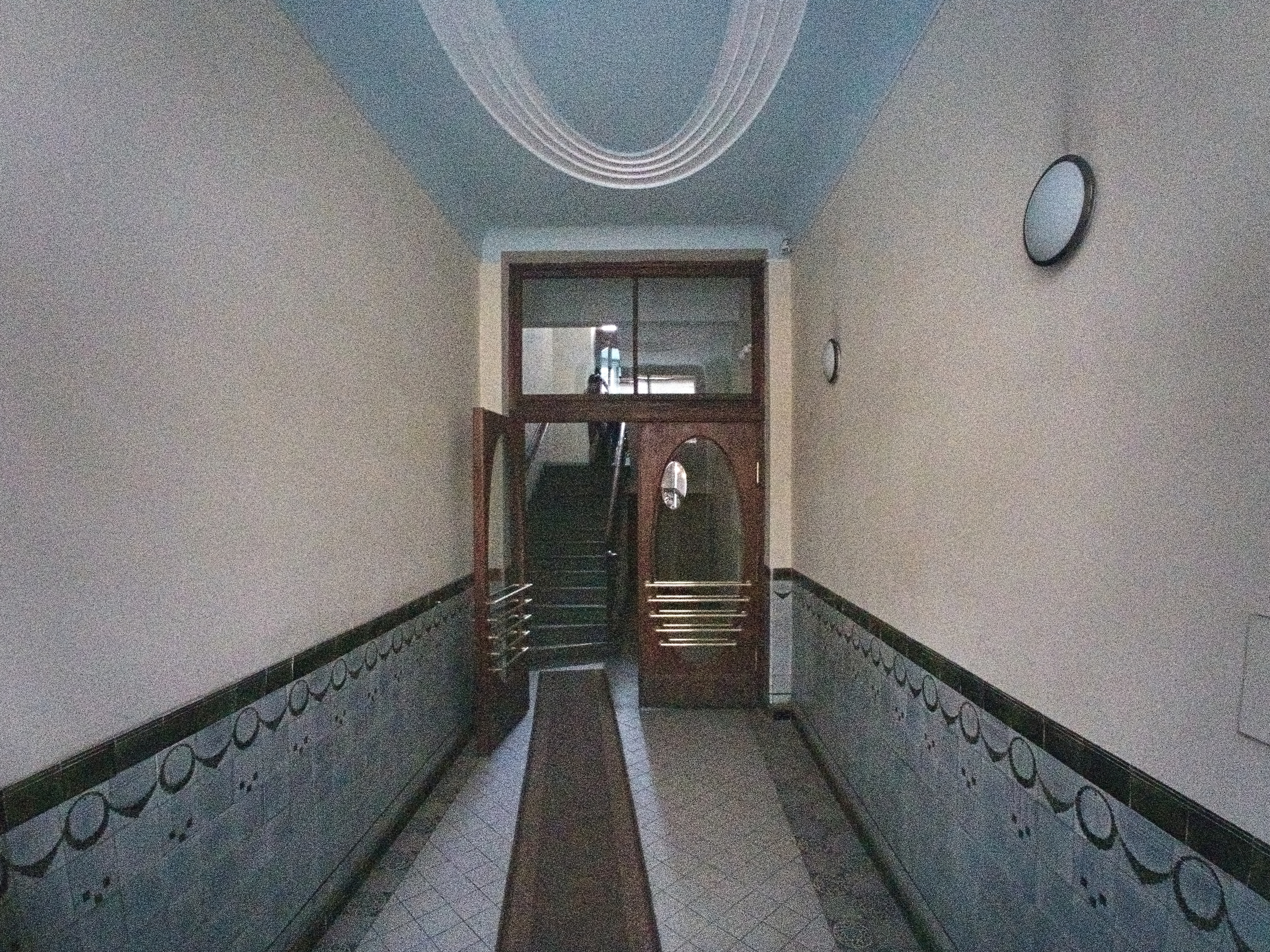
Korytarz na parterze
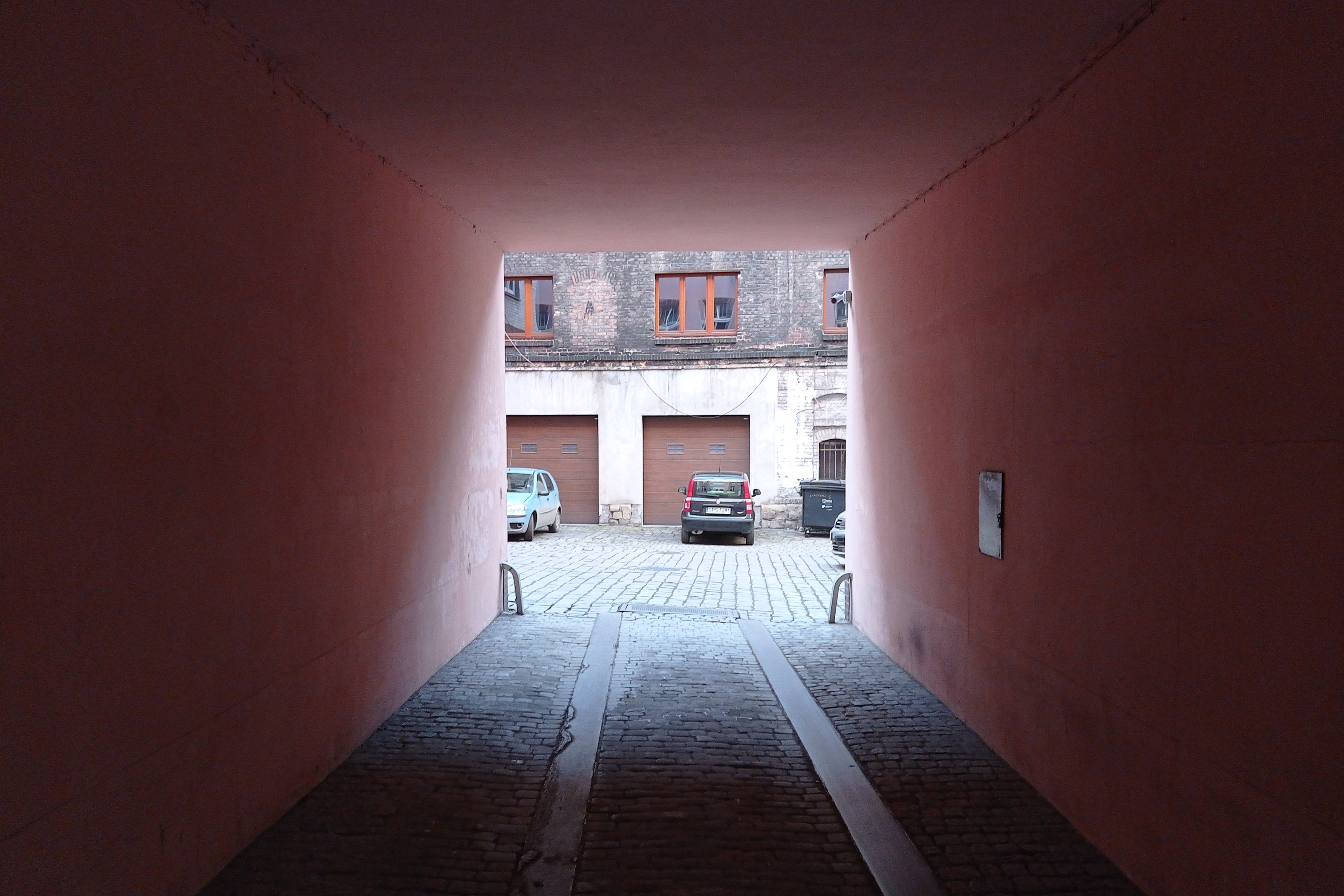
Przejazd bramowy na podwórze
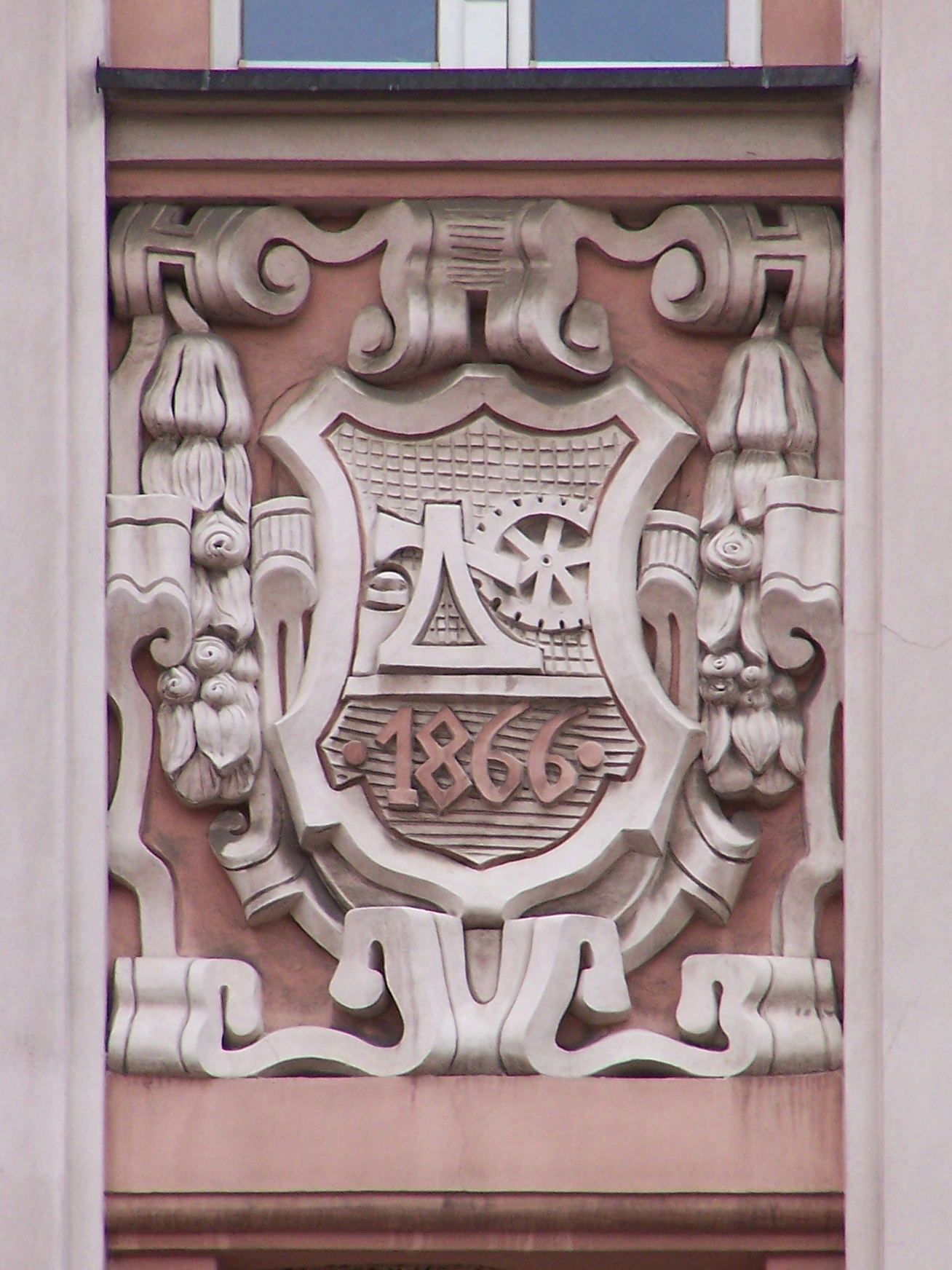
Znajdująca się na wykuszu płaskorzeźba z herbem Katowic
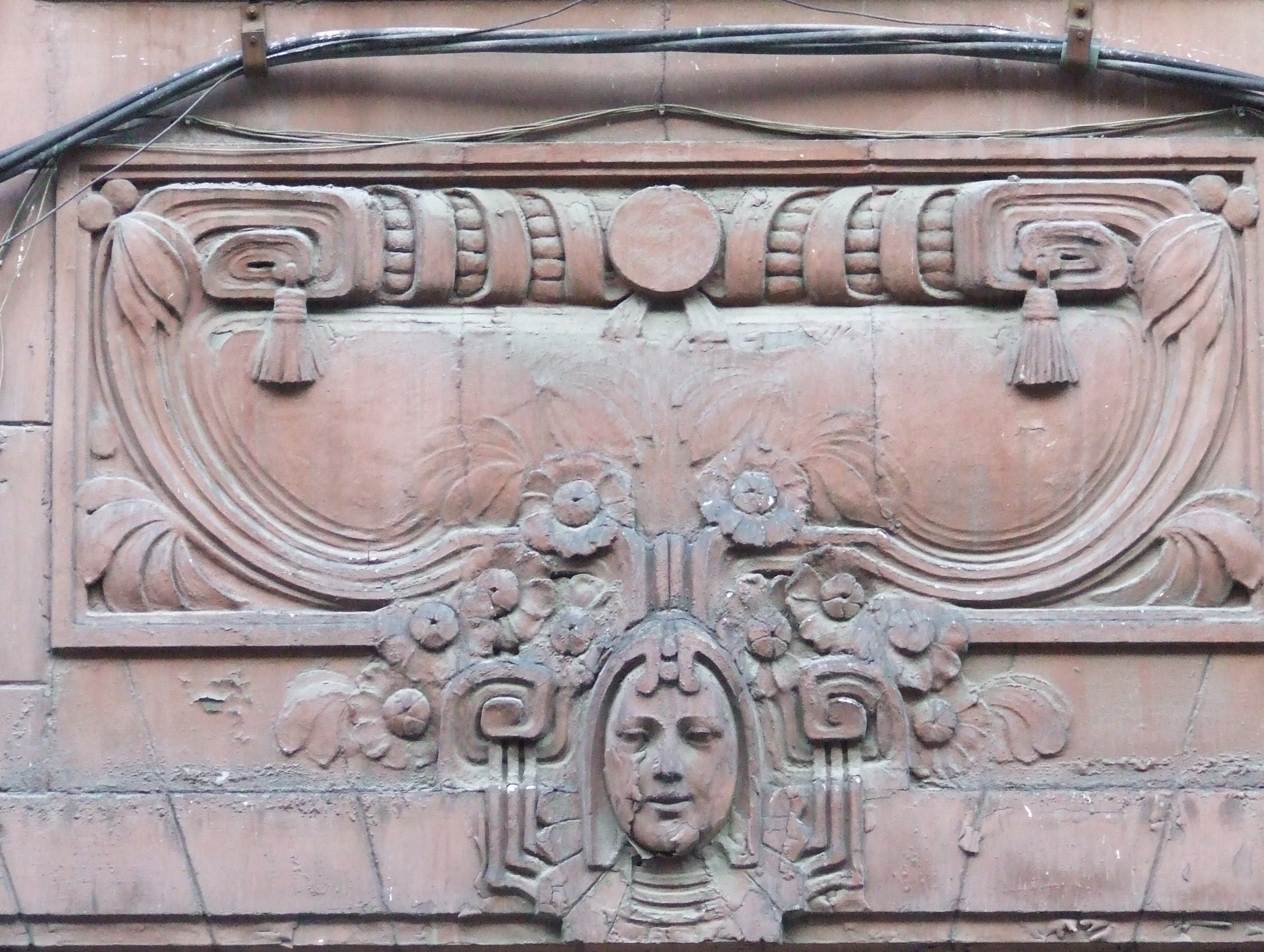
Jedna z płycin w elewacji kamienicy z motywem secesyjnym
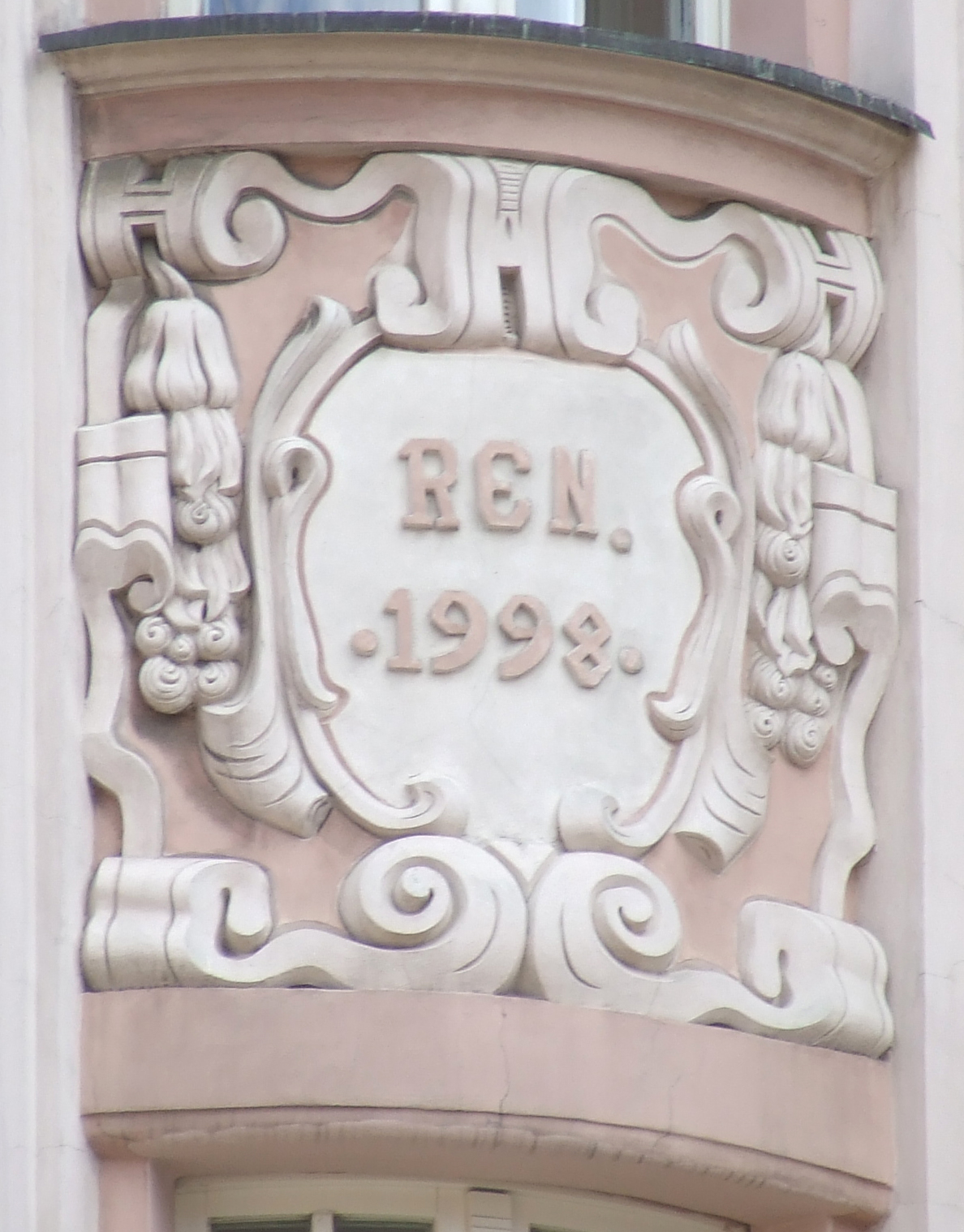
Znajdujący się na wykuszu kartusz z inskrypcją wewnątrz: „REN. 1998”